# Estigmatització de Sant Francesc
L'Estigmatització de Sant Francesc és el nom de dues pintures sense signar realitzades al voltant de 1428–1432 que els historiadors de l'art atribueixen a l'artista flamenc, Jan van Eyck. Les taules són gairebé idèntiques, a part d'una diferència considerable en la mida. Totes dues són taules petites: la més gran és de 29,3 cm x 33,4 cm i està a la Galeria Sabauda de Torí, Itàlia; la taula més petit és de 12,7 × 14,6 cm i està al Museu de Filadèlfia d'Art. L'evidència documental més antiga és de l'inventari del testament d'Anselme Adornes de Bruges, de 1470; qui potser va posseir ambdues taules. En els segles XIX i XX, la majoria dels estudiosos van atribuir-les a un alumne o seguidor de l'obra de Van Eyck a partir d'un disseny pel mestre.
Les pintures mostren un incident famós de la vida de sant Francesc d'Assís, qui apareix agenollat davant una roca mentre rep els estigmes de Crist crucificat als palmells de les seves mans i soles dels seus peus. Darrere seu hi ha unes formacions rocoses, que es mostren amb gran detall, i un paisatge panoràmic que sembla relegar les figures a una rellevància secundària. Aquest tractament de Francesc és el primer a aparèixer a l'art del renaixement del nord. Els arguments que atribueixen les obres a Van Eyck són circumstancials i es basen principalment en l'estil i la qualitat de les taules. Una tercera versió posterior, es troba al Museu del Prado a Madrid, però és més feble i es desvia significativament en el to i el disseny.
Entre 1983 i 1989 les pintures van ser sotmeses a un examen tècnic i van ser àmpliament restaurades i netejades. L'anàlisi tècnica de la pintura de Filadèlfia va determinar que el panell de fusta procedeix d'un mateix arbre a les dues pintures definitivament atribuïdes a van Eyck, i que el panell italià té dibuixos subjacents d'una qualitat que es pensa que només podia procedir d'ell. Després de gairebé 500 anys, les pintures van ser reunides el 1998 en una exposició al Museu d'Art de Filadèlfia. Avui dia el consens és que totes dues van ser pintades per la mateixa mà.

## Les taules

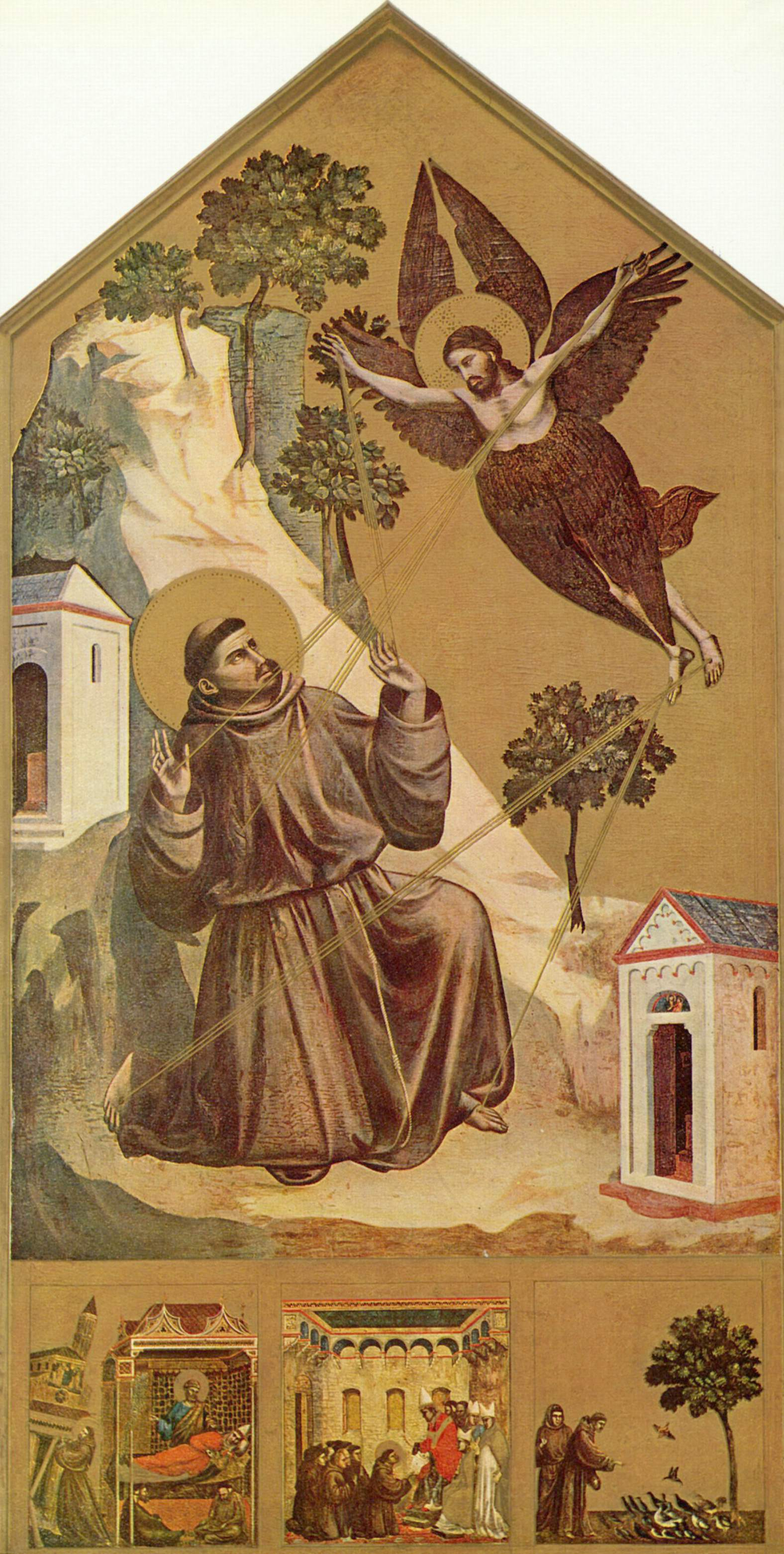
Giotto, Sant Francis que Rep els Estigmes, c. 1295–1300. Louvre, Paris

El plafó petit de Filadèlfia està pintat amb oli sobre pergamí (vitel·la); una vora reconstruïda de color vermelló envolta la imatge; és similar a les observades als manuscrits il·luminats contemporanis. Provoca la il·lusió que l'espectador que mira un paisatge a través d'una finestra. L'obra està muntada sobre cinc suports de fusta; el pergamí està encolat en un d'ells, i quatre peces més petites, afegides més tard, emmarca la imatge. El pergamí és inusualment gruixut i té una capa prima d'imprimació insoluble. Els marcs de fusta van ser preparats en una capa gruixuda de blanc, el qual solapa el pergamí en llocs. Els marges es varen daurar en algun moment; l'anàlisi tècnica va trobar partícules de pa d'or a la part inferior. La taula de Torí està pintada sobre dos plafons de roure units amb una banda de pergamí o tela, en un base de guix i cola animal.